# Ралио (Пјаченца)
Ралио је насеље у Италији у округу Пјаченца, региону Емилија-Ромања.
Према процени из 2011. у насељу је живело 41 становника. Насеље се налази на надморској висини од 318 м.